# (5896) Narrenschiff
(5896) Narrenschiff (1982 VV10) – planetoida z pasa głównego asteroid okrążająca Słońce w ciągu 3,46 lat w średniej odległości 2,29 j.a. Odkryta 12 listopada 1982 roku.